# 池原量
池原量（いけはら りょう）は関西のタレント・ナレーター、ラジオパーソナリティ。兵庫県西宮市出身。
デビュー当時は、大阪テレビタレントビューロー (TTB) 所属であったが、現在は合資会社ボズアトール（VOZ ATOR）に所属している。
“ナウでヤングな音楽結社” pop joy（ポップ ジョイ）の一員としても活動している。構成メンバーは、池原量、ほりえかおり、林たけひと。

## アルバム
「POPJOY」（作詞/歌POPJOY）
1. 「INTRO」
2. 「KIXソング」（作曲/林あきひと、編曲/いわくらさとし）
3. 「もしも、もっと…」（作曲・編曲/いわくらさとし）
4. 「あばんちゅーる」（作曲・編曲/林あきひと）
5. 「わらべ歌」（作曲・編曲/林あきひと）
6. 「OUTRO」